# Johan Vandevelde
Johan Vandevelde (Bruselas, 3 de agosto de 1973) es un escritor y guionista belga adscrito a los géneros de la ciencia ficción y fantasía.
Cursó estudios de Artes Audiovisuales de la escuela de cine RITS. En 1998 fue recomendado por uno de sus maestros para optar a un puesto de guionista para Multimedia Group, y más específicamente para los últimos episodios de la serie de televisión Windkracht 10. Vandevelde trabajó en la escritura de cómics basados en esta serie, y posteriormente formó parte del equipo creativo original detrás de la serie televisiva Flikken.
En 2000 debutó con el libro infantil De tijdspoort —en español: La puerta del tiempo—, que se basó en un guion previamente escrito y que nunca se publicó; dos años después, recibió el primer lugar del jurado en el Premio infantil y juvenil de Limburgo, repitiendo dicho galardón en 2005 con Na het Licht —en español: Después de la Luz.

## Obras
- 2000 De Tijdspoort (Clavis)
- 2003 Na het Licht (Clavis)
- 2004 Het Kronosproject (Clavis)
- 2006 Jaspers vlinders (Abimo)
- 2006 Elfenblauw (Clavis)
- 2007 Toxine (Abimo)
- 2008 Na het Licht 1: De Cycloop (reedición) (Abimo)
- 2008 Na het Licht 2: De nieuwe veroveraars (Abimo)
- 2008 Na het Licht 3: Kinderen van de adelaar (Abimo)
- 2009 Gruwelhotel (Abimo)
- 2010 Elfenblauw - De vallei van de goden (Abimo - Kluitman)
- 2011 Het Cupidocomplot (Abimo)
- 2011 Robin Roover en het geheim van Lingerton Castle (en coautoría con Martin Muster) (Abimo)
- 2011 Elfenblauw - Het juweel van Silnaris (reedición) (Abimo - Kluitman)

### Relatos cortos
- 2004 Graancirkels apareció en la serie Vlaamse Filmpjes (Averbode)
- 2004 Carwash Cash apareció en la serie Vlaamse Filmpjes (Averbode)
- 2005 Wolf en de dognappers  apareció en la serie Vlaamse Filmpjes (Averbode)
- 2006 Wolf en het spoor van de Jakhals  apareció en la serie Vlaamse Filmpjes (Averbode)
- 2006 De grimoire van Elphas en Het grote Bibberboek (Abimo)
- 2007 Het geheim van Nicolas apareció en la serie Vlaamse Filmpjes (Averbode)
- 2008 Jonas en Het grote buitengewoon beangstigend bloedstollende Bibberboek (Abimo)